# Merthyr Tydfil
Merthyr Tydfil (galeză Merthyr Tudful) este un oraș și una dintre cele 22 zone de consiliu ale Țării Galilor.